# Anfós Ramon i García
Anfós Ramon i García (Russafa, Ciutat de València, 28 de març de 1924 - 17 de juny de 2014) va ser un prolífic escriptor valencià. Va ser un dels autors més reconeguts d'entre els que escrivien seguint les Normes del Puig de la RACV, fet que li va valdre ser l'autor que més vegades ha estat premiat en els Jocs Florals de La Ciutat i Regne de València, on es presenten escriptors usuaris d'eixa normativa lingüística des del trencament patit durant la batalla de València.
Poeta autodidacta, també ha participat de la redacció del periòdic econòmic Al día, i va ser vicepresident de Lo Rat Penat. Va ser vicepresident del partit Coalició Valenciana fins a la seua dissolució, i va ser premiat pel Grup d'Acció Valencianista amb el Premi Llealtat l'any 2008. En 2012 va ser nomenat Acadèmic d'Honor de la RACV.
Manuel Sanchis Guarner, al seu llibre La Renaixença al País Valencià (1967) el va situar en el grup dels angoixats de la generació del neorealisme.